# Márius Fízeľ
Márius Fízeľ (* 13. Januar 1999 in Košice) ist ein slowakischer Judoka. Er wurde Europameisterschaftsdritter 2024.

## Sportliche Laufbahn
Márius Fízeľ wurde 2018 slowakischer Meister in der Gewichtsklasse über 100 Kilogramm. 2020 und 2021 wurde er jeweils Fünfter bei den U23-Europameisterschaften.
Im November 2023 bei den Europameisterschaften in Montpellier unterlag er im Kampf um Bronze dem Niederländer Jelle Snippe. Bei den Europameisterschaften 2024 in Zagreb bezwang Fízeľ den Niederländer im Viertelfinale und verlor im Halbfinale gegen den als neutralen Athleten antretenden Russen Inal Tassojew. Im Kampf um eine Bronzemedaille bezwang Márius Fízeľ den Deutschen Erik Abramov. Bei den Olympischen Spielen 2024 in Paris schied Márius Fízeľ im Achtelfinale gegen den Usbeken Alisher Yusupov aus.